# Klášterní mlýn (Louka)
Klášterní mlýn v Louce v okrese Znojmo je vodní mlýn, který stojí jihozápadně od kláštera na řece Dyji. Spolu s areálem kláštera je chráněn jako nemovitá kulturní památka České republiky.

## Historie
Mlýn byl založen premonstrátským klášterem v Louce. Později byl několikrát přestavěn.

## Popis
Původně renesanční mlýn byl přestavěn v pozdně klasicistním stylu; je součástí hospodářského zázemí areálu.
Voda na vodní kolo a později na turbínu vedla náhonem dlouhým 150 metrů od Louckého jezu přes stavidlo. Mlýn má Francisovu turbínu z roku 1906 o výkonu 15 kW; turbína je repasovaná a znovu v provozu je od roku 1992. Dochovala se výroba elektrické energie, která je dodávána do sítě.